# Oratorio di Santa Maria del Fiore
L' Oratorio di Santa Maria del Fiore è l'oratorio sussidiario di Villa Fontana, frazione di Medicina, in città metropolitana e arcidiocesi di Bologna e si trova esattamente di fronte alla chiesa si Santa Maria in Garda.  L'oratorio si trova incastonato in un edificio che la tradizione orale identifica con un antico convento del '400 di monaci camaldolesi. 

Il complesso si presenta con un ampio chiostro chiuso verso la strada da un arcato.